# Letner
Letner (nje. Lettner, od lat. lectorium: "mjesto odakle se čita") je u crkvenom graditeljstvu naziv za dio oltara.

## Povijest
Razvio se iz oltarne pregrade. Korijeni sežu od 12. stoljeća. Dio crkava na Zapadu tad gubi oltarne pregrade, dok se u dijelu preobrazilo u letner.

## Izgled
Letner je zidana pregrada između svetišta i broda. Obično je vrlo visoka. Na letneru se nalaze govornice slične ambonima s kojih se čitalo poslanicu i evanđelje.